# 波蘭國家銀行
波蘭國家銀行（波蘭語：Narodowy Bank Polski）是波蘭的中央銀行，也是波蘭茲羅提的發行單位。波蘭在歷史上曾有過兩家中央銀行，分別成立於波蘭會議王國時期和波蘭第二共和國時期。现银行成立于1945年。总部位于华沙，在波兰16个主要城市设有分支机构。

## 外部連結
- 官方網站 （页面存档备份，存于） （波兰語）（英文）

52°14′11″N 21°00′53″E / 52.23639°N 21.01472°E